# Alfons Noviks
Alfons Noviks (ur. 1908 we wsi Silagaiļi k. Lucyna, zm. 12 marca 1996 w Rydze) – łotewski komunista, funkcjonariusz radzieckich organów bezpieczeństwa, generał major, ludowy komisarz spraw wewnętrznych Łotewskiej SRR (1940-1941), ludowy komisarz/minister bezpieczeństwa państwowego Łotewskiej SRR (1941 i 1944-1953).

## Życiorys
Syn biednego chłopa, 1927 skończył szkołę średnią, pracował przy budowie dróg, później w gospodarstwie rolnym brata, w kwietniu-maju 1932 delegat robotniczy w Moskwie, od lipca 1932 do października 1940 członek Komunistycznej Partii Łotwy. Od września 1932 do lipca 1933 odbywał służbę wojskową, od sierpnia 1933 pracował w Komitecie Obwodowym Komsomołu Łotwy w Dyneburgu, w związku z czym w listopadzie 1933 został aresztowany i osadzony w ryskim więzieniu, skąd wyszedł w listopadzie 1938, po czym ponownie pracował w gospodarstwie brata. Od czerwca do sierpnia 1940 szef Zarządu Bezpieczeństwa Państwowego MSW Łotwy, od 25 sierpnia 1940 do 26 lutego 1941 ludowy komisarz spraw wewnętrznych Łotewskiej SRR, od 2 stycznia 1941 starszy major bezpieczeństwa państwowego, od 26 lutego do 31 lipca 1941 ludowy komisarz bezpieczeństwa państwowego Łotewskiej SRR. Później w rezerwie NKWD ZSRR, od 18 stycznia do 1 czerwca 1942 szef Oddziału 6 (Łotewskiego) Wydziału 2 Zarządu 4 NKWD ZSRR, od 1 czerwca 1942 do 15 maja 1943 szef Oddziału 4 Wydziału 2 Zarządu 4 NKWD ZSRR, od 14 lutego 1943 komisarz bezpieczeństwa państwowego. Od 15 maja do 30 listopada 1943 szef Oddziału 4 Wydziału 2 Zarządu 4 NKGB ZSRR, od 30 listopada 1943 do marca 1944 szef Grupy Operacyjnej NKGB ZSRR na Łotwie, od marca 1944 do 3 marca 1953 ludowy komisarz/minister bezpieczeństwa państwowego Łotewskiej SRR, od 9 lipca 1945 generał major. Od marca 1953 do stycznia 1954 zastępca ministra gospodarki rolnej i zapasów Łotewskiej SRR, później na emeryturze. Deputowany do Rady Najwyższej ZSRR od 1 do 3 kadencji. 15 marca 1994 aresztowany jako odpowiedzialny za organizowanie masowych deportacji, rozstrzelań i torturowania niewinnych obywateli Łotwy, i skazany na dożywocie; zmarł w więzieniu.

## Odznaczenia
- Order Lenina (20 lipca 1950)
- Order Czerwonego Sztandaru (dwukrotnie - 31 maja 1945 i 24 sierpnia 1949)
- Order Wojny Ojczyźnianej I klasy (31 maja 1946)
- Order Czerwonej Gwiazdy (20 września 1943)
- Odznaka "Zasłużony Funkcjonariusz NKWD" (19 grudnia 1942)

I 6 medali.